# إيرني جونسون (لاعب كرة قاعدة أمريكي)
إيرني جونسون (بالإنجليزية: Ernie Johnson)‏ هو لاعب كرة قاعدة أمريكي، ولد في 16 يونيو 1924 في براتلبورو في الولايات المتحدة، وتوفي في 12 أغسطس 2011 في أتلانتا في الولايات المتحدة.

## وصلات خارجية
- إيرني جونسون على موقع دوري كرة القاعدة الرئيسي (الإنجليزية)
- إيرني جونسون على موقعبيزبول رفرنس.كوم (الدوري الرئيسي) (الإنجليزية)
- إيرني جونسون على موقعبيزبول رفرنس.كوم (الدوري الثانوي) (الإنجليزية)
- إيرني جونسون على موقع جمعية أبحاث البيسبول الأمريكية (الإنجليزية)
- إيرني جونسون على موقع قاعة جورجيا للمشاهير الرياضية (مؤرشف) (الإنجليزية)
- إيرني جونسون على موقع قاعة فيرمونت للمشاهير الرياضية (الإنجليزية)